# Canadá en los Juegos Olímpicos de Sídney 2000
Canadá estuvo representado en los Juegos Olímpicos de Sídney 2000 por un total de 294 deportistas que compitieron en 29 deportes.  
La portadora de la bandera en la ceremonia de apertura fue la piragüista Caroline Brunet.

## Medallistas
El equipo olímpico canadiense obtuvo las siguientes medallas:
| Nombre | Deporte               | Competición               |
| --- | --------------------- | ------------------------- |
| Oro |                       |                           |
| Daniel Igali | Lucha libre           | 69 kg M                   |
| Sébastien Lareau Daniel Nestor | Tenis                 | Doble M                   |
| Simon Whitfield | Triatlón              | Individual M              |
| Plata |                       |                           |
| Nicolas Gill | Judo                  | –100 kg M                 |
| Caroline Brunet | Piragüismo            | K1 500 m F                |
| Anne Montminy Émilie Heymans | Saltos                | Plataforma 10 m sincro. F |
| Bronce |                       |                           |
| Mathieu Turgeon | Gimnasia en trampolín | Individual M              |
| Karen Cockburn | Gimnasia en trampolín | Individual F              |
| Curtis Myden | Natación              | 400 m estilos M           |
| Kirstin Normand Erin Chan Jacinthe Taillon Reidun Tatham Jessica Chase Catherine Garceau Fanny Létourneau Lyne Beaumont Claire Carver-Dias         | Natación sincronizada | Equipos F                 |
| Stephen Giles | Piragüismo            | C1 1000 m M               |
| Buffy-Lynne Alexander Laryssa Biesenthal Heather Davis Alison Korn Theresa Luke Heather McDermid Emma Robinson Dorota Urbaniak Lesley Thompson (t) | Remo                  | Ocho con timonel (W8+) F  |
| Anne Montminy | Saltos                | Plataforma 10 m F         |
| Dominique Bosshart | Taekwondo             | +67 kg F                  |